# 柯喬年
柯喬年，字松齡，河南光州固始縣（今河南省固始縣）人，清朝政治人物。同進士出身。
康熙四十二年，登進士，改翰林院檢討。雍正元年，任貴州道監察御史、協理江南道貴州道監察御史、協理河南道貴州道監察御史、協理陝西道貴州道監察御史，署兵科印禮科給事中。雍正二年，任戶科掌印給事中，官至奉天府府丞。